# コリジン酸
コリジン酸（コリジンさん、英語: collidinic acid）または、ピリジン-2,4,6-トリカルボン酸（英語: pyridine-2,4,6-tricarboxylic acid）は、複素環式芳香族化合物の一つ。ピリジントリカルボン酸の異性体の一つで、ピリジン環の2-, 4- ,6-位にカルボキシ基が結合している。物質名の由来は、2,4,6-コリジン（2,4,6-トリメチルピリジン）。

## 合成
2,4,6-コリジンを過マンガン酸カリウムで酸化することで得られる。

## 利用
鉄の分光光度測定に使われる。